# Gjirokastër (prefeitura)
Gjirokastër (em albanês:  Qarku i Gjirokastrës) é uma prefeitura da Albânia. Sua capital é a cidade de Gjirokastër.

## Distritos
- Tepelenë
- Përmet
- Gjirokastër